# Пекоріно Бріганте

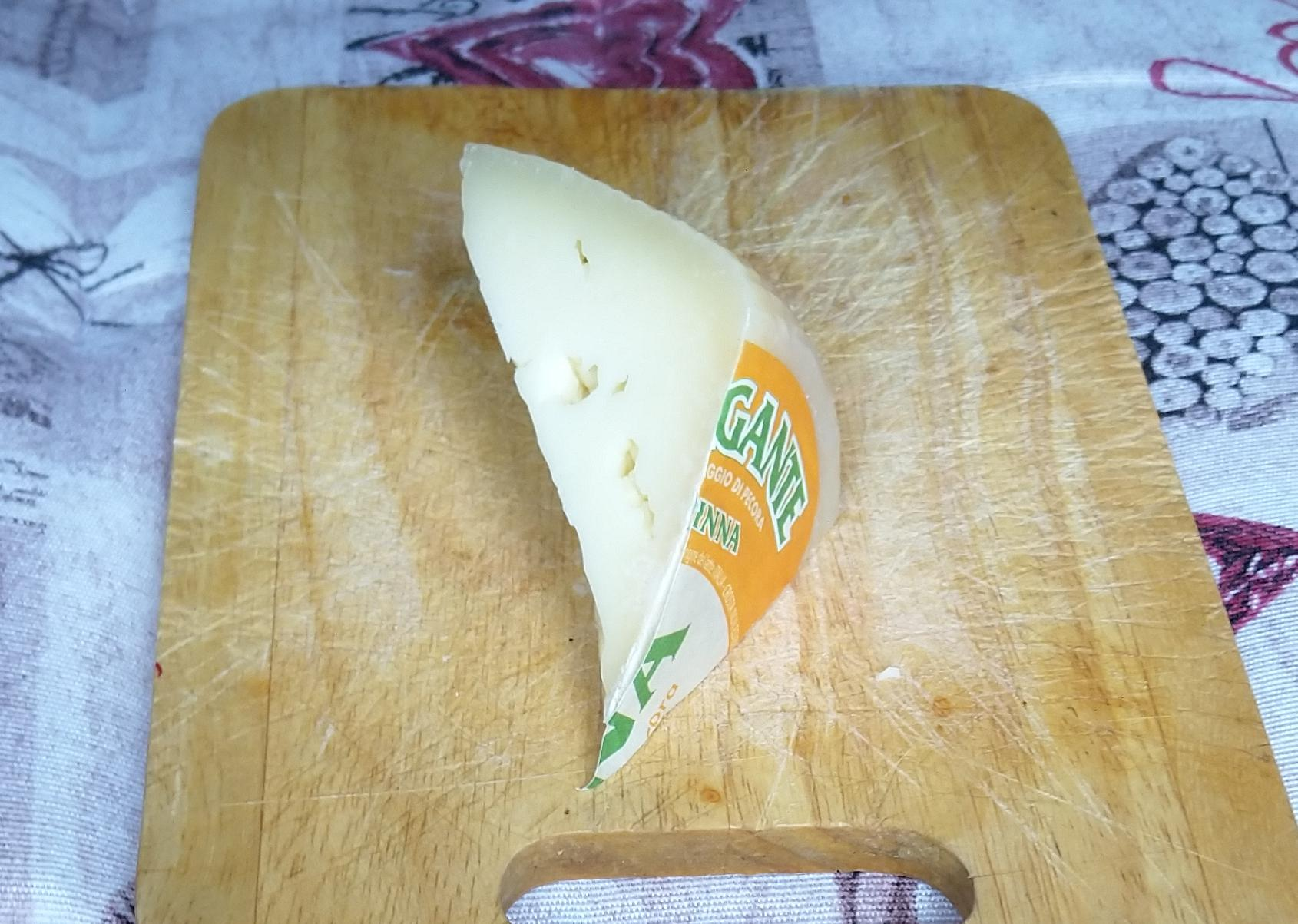
Пекоріно Бріганте

Пекоріно бріганте (італ. Pecorino Brigante) — напівтвердий сир, виробляється на острові Сардинія з незби́раного овечого молока.

## Спосіб виробництва
Пекоріно бріганте виробляється лише з незбираного овечого молока з сардинських пасовищ і має невеликий строк дозрівання 20-25 діб.

## Характеристика сиру
Шкірка сиру світло-жовта, смугаста, поверхня оброблена консервантом, який захищає її від цвілі. Сирна маса кремового кольору, м'яка, з невеликими отворами. За смаком і запахом нагадує молоко.

## Вживання
Пекоріно бріганте вживається як окрема страва або як інгредієнт для гарячих страв та салатів.